# Platecarpus
Platecarpus és un gènere de sauròpsids (rèptils) escatosos de la família dels mosasàurids que visqueren en el Cretaci superior en el que avui és Amèrica del Nord. Mesuraven uns 4 m i es creu que s'alimentaven de peixos, calamars i ammonites.

## Taxonomia
- Platecarpus planifrons
- Platecarpus tympaniticus
- Platecarpus bocagei
- Platecarpus coryphaeus